# Speleomantes flavus
Il geotritone del Monte Albo (Speleomantes flavus (Stefani, 1969)) è un anfibio urodelo della famiglia Plethodontidae, endemico della Sardegna.

## Descrizione
S. flavus è la specie più distante geneticamente da S. genei da cui deriva.

La femmina raggiunge i 14,6 cm, mentre i maschi 13,5.

La colorazione giallo - verdastra è molto simile a quella di S. supramontis.

Il ventre è privo di pigmentazione come in tutte le altre specie dell'isola e risulta essere biancastro.

I giovani sono più chiari e hanno un colore verde olivastro.

### Caratteri distintivi
- Colorazione giallo - verdastra.
- Lingua più lunga rispetto agli altri geotritone ad eccezione per il geotritone del Supramonte.
- Assenza di emissioni odorose in caso di pericolo.

## Distribuzione e habitat
È presente solo nella provincia di Nuoro, in particolare nel monte Albo, dal quale prende il nome, e nelle colline nord-est del monte Albo fino al fiume Posada.